# 日産プリンス鳥取販売
日産プリンス鳥取販売株式会社（にっさんプリンスとっとりはんばい）とは、鳥取県鳥取市に本社のある、日産自動車のレッドステージ店（旧サティオ店←サニー店、プリンス店）である。
山陰酸素工業の関連会社である。

## 概要
鳥取県で、日産・レッドステージを展開している。
かつて鳥取市の鳥取支店では、ジャガー車（店名はジャガー鳥取）を併売していた。

（店舗自体も2016年に千代水支店と統合し、旧店舗跡地には山陰酸素工業のショールームが建設された）

## 沿革
- 1966年（昭和41年）4月1日 - 日産サニー鳥取販売を設立。
- 1999年（平成11年）11月 - 日産サティオ鳥取に改称。
- 2005年（平成17年）10月1日 - 日産サティオ鳥取を存続会社として日産プリンス鳥取販売と合併し、新たに日産プリンス鳥取販売となる。

## 事業所
- 鳥取本社店 - 鳥取県鳥取市千代水四丁目7番地
- 倉吉店 - 鳥取県倉吉市福庭町一丁目293番地
- 米子店 - 鳥取県米子市東福原一丁目3番17号
- 米子二本木店（日産・ハイパフォーマンスセンター認定）- 鳥取県米子市二本木714番地
- 日産オペレーションセンター - 島根県松江市馬潟町362番地2（島根日産自動車本社内）

## 関連会社
- 山陰酸素工業
- 島根日産自動車
- 日産サティオ島根

### 鳥取県内の他日産車販売店
- 鳥取日産自動車販売（ブルーステージ店、旧日産店、旧モーター店）